# Diplurodes picta
Diplurodes picta là một loài bướm đêm trong họ Geometridae.